# ماسايوكي ياناغيساوا
ماسايوكي ياناغيساوا (باليابانية: 柳沢 将之) (27 أغسطس 1979 في كاناغاوا في اليابان – )؛ هو لاعب كرة قدم ياباني سابق كان يلعب كمدافع.

## وصلات خارجية
- ماسايوكي ياناغيساوا على موقع رابطة كرة القدم اليابانية للمحترفين (اليابانية)
- ماسايوكي ياناغيساوا على موقع قاعدة بيانات كرة القدم.إي يو (الإنجليزية)
- ماسايوكي ياناغيساوا على موقع Soccerway.com (الإنجليزية)
- ماسايوكي ياناغيساوا على موقع عالم كرة القدم.نت (الإنجليزية)